# 나가이촌 (사이타마현)
나가이촌(長井村)은 사이타마현의 북부, 오사토군에 속했던 촌이다. 처음엔 한자와군 소속이였다.

## 역사
- 1889년 4월 1일 - 정촌제 시행에 의해 하라군 나가이촌이 성립하였다.
- 1896년 4월 1일 - 한자와 군이 오사토 군, 하타라 군, 오부스마 군과 통합해 오사토 군이 된다.
- 1955년 1월 1일 - 메누마정, 하타촌, 오누마촌, 오타촌과 합병해 메누마정이 되었다.

## 경제
종전 직후에는 농업 생산의 호황을 배경으로 호황을 맞이하여 1950년에는 '부촌'으로 불렸다.